# Federale Pensioendienst

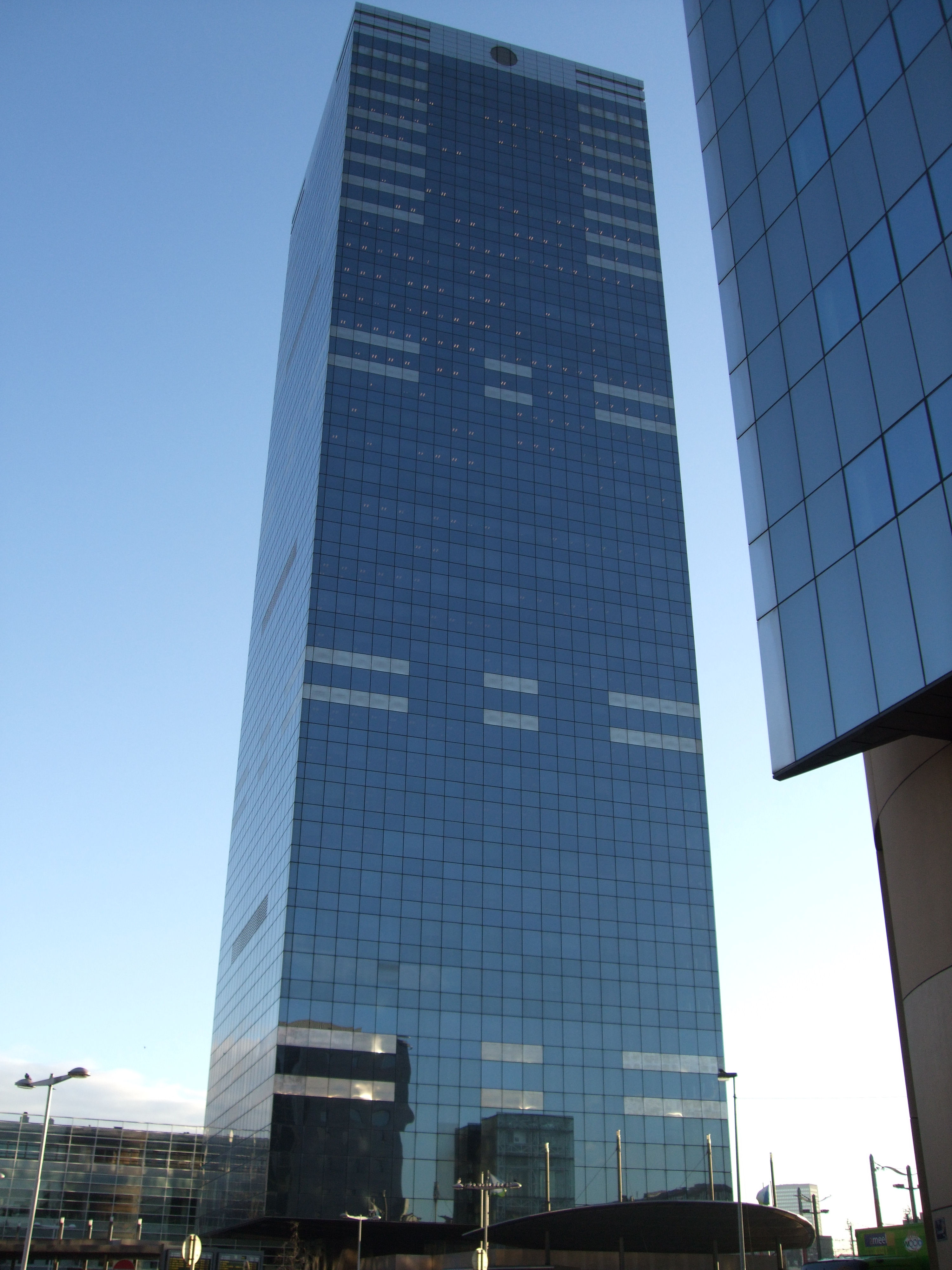
De Zuidertoren of 'Pensioentoren'

De Federale Pensioendienst (FPD, Service fédéral des Pensions) is een Belgische federale openbare instelling van sociale zekerheid (OISZ) die op 1 april 2016 de Rijksdienst voor Pensioenen (RVP) opvolgde.
De Pensioendienst stelt pensioendossiers op voor elke werknemer, bewaart de gegevens van de geleverde sociale bijdragen, biedt aan de werknemer vooraf een simulatie van het pensioen en een loopbaanoverzicht en berekent bij de pensioenleeftijd het pensioen.  Daarnaast is hij verantwoordelijk voor de correcte en tijdige uitbetaling van de pensioenen. De dienst levert ook beleids- en beheersinformatie aan de overheid en de sociale partners.
De Pensioendienst is gevestigd in de Zuidertoren naast het station Brussel-Zuid.

## Geschiedenis
De Rijksdienst voor Pensioenen (RVP) werd op op 1 april 1987 opgericht bij Koninklijk Besluit van 27 maart 1987 en was voortgekomen uit de fusie van de Rijksdienst voor werknemerspensioenen (RWP) en de Rijkskas voor rust- en overlevingspensioenen (RROP). De eerste dienst had een toekenningsopdracht, terwijl de laatste een betaalopdracht had. 
De Pensioendienst voor de Overheidssector (PDOS) werd op 1 januari 2006 opgericht door de wet van 12 januari 2006. De administratie der Pensioenen van het Ministerie van Financiën werd toen hiernaar overgeheveld.
Op 1 april 2016 werden bij wet van 18 maart 2016 de Rijksdienst voor Pensioenen (RVP) en de Pensioendienst voor de Overheidssector (PDOS) samengevoegd tot de Federale Pensioendienst (FPD). De Federale Pensioendienst is de opvolger van de Rijksdienst voor Pensioenen, terwijl de PDOS werd ontbonden. Op 1 januari 2017 volgt de overdracht van de pensioenopdrachten van HR Rail (de werkgever van al het personeel bij NMBS en Infrabel), met uitzondering van de materiële betaling.